# Forme
Forme – wieś w Słowenii, w gminie Škofja Loka. W 2018 roku liczyła 151 mieszkańców.